# Ованес Ерзнкаци Плуз
Оване́с Ерзнкаци́ (арм. Հովհաննես Երզնկացի; около 1230—1293) — армянский мыслитель и церковно-общественный деятель. Автор трудов по философии, грамматике, космографии, многочисленных поэм и песен. В своих научных работах касался также вопросов богословия и искусствоведения, вёл активную педагогическую и просветительскую деятельность. Прозвище Плуз получил из-за малого роста. Первым в армянской поэзии создал любовную поэму.

## Биография
Родился примерно в 1230 году, в городе Ерзнке или её окрестностях. Был сыном священника, по собственным словам, происходил из знатного рода. Начальное образование получил в родных краях, в частности в пустыни Сурб Минас. Продолжил обучение в Хор Вирапе, у Вардана Аревелци. В 1268 году получил степень вардапета. В 70-х годах путешествовал по Армении и Киликии, занимался преподаванием и проповедничеством. За это время обрёл большую известность, был одним из самых почитаемых проповедников и учёных Армении. К нему часто обращались за советом киликийские цари и дворяне высоких рангов. В 1280 году в Ерзнке, по просьбе священника Григора Санахнеци, написал два трактата — «Определения и правила ордена Братьев» и «Дальнейшие правила и советы светской молодёжи» (известные вместе как «Конституция братств Ерзнки»), с целью «исправления буйной молодёжи города». Эти труды основаны на тексты соответствующих реформ халифа ал-Насира. Затем стал сам возглавлять это «Братство Ерзнки», которое представляло собой объединение трудовых слоёв молодежи (вне зависимости от отрасльи ремесла или торговли). В 1281 году уехал в Иерусалим, где написал посвящённую церкви песню, «Истолкование речей Филона Александрийского», занимался переводами научных книг. Затем вернулся в Киликию, в 1284 году прочитал речь по поводу принятия рыцарства сыновей короля Левона — Хетума и Тороса. В конце 1284 года, по дороге обратно в Ерзнку, заехал в Тифлис, где прочитал проповедь для царского двора. После этого вернулся в Сурб Минас и занялся активной литературной деятельностью (большинство его произведений написаны в 1284—1293 годах). Боролся против униатства, писал антикатолические проповеди и речи. Современники называли его «святой и мудрый», «непобедимый», «сладкоголосый», «бюльбуль». Занимался переписью и распространением разных рукописей философского и богословского содержания, составлял сборники, сам написал множество трудов (сохранились более 100 авторских сочинений в стихотворной и прозаичной формах). В 1290 году, из-за вторжения мамлюков, был вынужден уехать в Киликию, где и скончался в 1293 году, в монастыре Акнер. Похоронен в монастыре Сурб Ншан в Ерзнке, согласно преданию, его могила долгое время была местом паломничества.
Ованеса Ерзнкаци Плуза долгое время путали с его младшим современником и одноимённым поэтом и философом, также известного как Ованес Ерзнакци или Цорцореци.

## Творчество

#### Грамматика
Долгие годы изучал работы армянских и иностранных грамматиков, преподавал грамматику в Ерзнке и Киликии. В 1291 году закончил трактат «Собрание грамматических толкований» (арм. «Հաւաքումն մեկնութեան քերականին»), который представляет собой компиляцию почти всех предшествующих армянских грамматических трудов. Написал к нему подробное предисловие и сделал добавления, дающие ясное представление о его взглядах. Важное источниковедческое значение имеют оставленные на маржах примечания, в которых содержатся информация о потерянных трудах Давида Анахта, Степаноса Сюнеци, Амама Аревелци, и других. «Собрание» Ерзнкаци стал основным источникам для последующих армянских грамматиков — Ованеса Крнеци, Есаи Нчеци, Ованеса Цорцореци. Взгляды Ерзнкаци на грамматику и язык в основном опираются на Давида Анахта и Вардана Аревелци, хотя он расходится с ними в частных случаях. Рассматривал грамматику как разумное искусство, а человеческий разум — «нечто приобретенный и излагаемый», ибо имеет два источника: ведомое и чувственное. Строго различал буквы и звуки, рассматривая «буквы» как звуковые эквиваленты «письмен». Из всех частей речи по степени важности выделял подлежащее, логически выводя правило, что в предложении подлежащее должно стоять на первом месте. Для таблицы спряжения пользовался формами как древнеармянского, так и среднеармянского разговорного языка, в качестве примеров приводил формы живого разговорного языка, таким образом освобождая грамматику армянского от искусственных форм спряжения, созданных грекофильской школой.
Как и другие армянские грамматики, хорошо относился к многообразию языков, считая это «добром». Однако если большинство армянских мыслителей считают первым языком — языком Адама — еврейский, Ованес предполагал, что «языком Адама в настоящее время владеют сирийцы и халдейцы», одновременно отмечая лингвистическую близость халдейского, сирийского и еврейского. Считал, что в первоначальном языке слова были даны вещам по их природе, однако, поскольку у последующих поколений божественный «дар речи» постепенно ослабился, имена перестали прямо указывать на природу вещей. Приводит учение о «сопряжённых» звуках в стройную систему, указывая применения этого учения в области этимологии, диалектологии и правописания.

#### Поэзия
Наш мир подобен колесу: то вверх, то вниз влечет судьба;

Верх падает, и вновь ему взнестись настанет череда.

Так плотник мастерит равно и колыбели и гроба:

Приходит сей, уходит тот, а он работает всегда.
(Перевод Валерия Брюсова)
Написал более 10-и тагов, 5 шараканов, 2 панегирика, 1 космологическую поэму, более 70-и айренов и нравоучительных стихов. Язык произведений тщательно отработан и изыскан, в то же время ясен и доступен. Особую художественную ценность представляют его лирико-философские стихи и четверостишия, в которых поэт пишет о внутреннем мире человека того времени. В других произведениях, продолжая традиции армянской церковной поэзии, образно представлял мирных отцов-пустынников и святых как борцов против тьмы, называя их «боевые башни защищающей Армению крепости». Из церковных поэм особенна ценны его панегирики, один из которых посвящён Нерсесу Великому (1272 год), другой — Григорию Просветителю (1288 год). В космологической поэме «О небесных украшениях» (1012 строк) видно желание автора подражать стихотворным стилем «Тысяче строк» Григора Магистроса.
Из любовных стихов наиболее известен «Ованес и Аша», рассказывающий о любви между армянином и мусульманкой, дочерью кади, по имени Аша. Примерное время написания 1280-е годы. Несмотря на средневековую религиозную нетерпимость, Ерзнкаци пишет о любви Ованеса и Аши с некоторым юмором, как о забавном случае. Для героев поэмы любовь сильнее веры: автор поставил земную жизнь человека, с её радостями и печалями, превыше всего и не призывал своих читателей к смирению и христианскому аскетизму.
В поэзии Ерзнкаци значительную роль играли его философские взгляды, что ясно выявляется в его получивших большую известность коротких нравоучительных стихотворениях и четверостишиях. В них нашёл отражение внутренний мир человека того времени, автор передаёт свою основную идею: «Мир слишком суетен, поэтому глупо жить недостойно». Остро реагировал на несправедливости и беззакония со стороны власть имущих.
«Неужто князья-владетели есть помазанники божьи, если они своё княжество удерживают великими несправедливостями, захватом, лишениями и ограблением... Ибо как врачи должны помогать больным, так и князья — обойденным законами, и подобно тому как несведущие врачи вредят больным, точно так же князья, которые не знают справедливых законов или не соблюдают их, вредят несправедливостью невинным и праведным беднякам»
Поэмы писал на среднеармянском языке.

#### Музыка
«Собрание грамматических толкований», помимо лингвистических, содержит ряд музыковедческих сведений, в которых описываются армянские народные музыкальные инструменты, изучаются свойства звука как физического явления. Ерзнкаци создал обширную таблицу «разновидностей звуков», в которой звуки распределены согласно «размеру», «весу» и музыкальности. Музыкальное искусство он рассматривает как один из способов познания человека. По-новому интерпретирует античные теории о влиянии музыки на душу и тело, основываясь на взгляды Давида Грамматика, который делит искусство на три вида («добрую», «злую» и «среднюю»), предлагает более корректное деление — на «божественную» и «человеческую». Рассказывает о широко практикуемой в средневековой Армении лечении больных посредством музыки, особенно церковной, внедряет важные идеи о взаимосвязи между здоровьем человека и разными видами мелодий.

#### Философские сочинения
Философские взгляды Ерзнкаци обобщены в сочинениях «О небесных телах», «Послание князьям гавара Екехяц», «Каждый, кто у власти…», «Великолепно учение Твоё», и т. д., но исключительную ценность представляет труд «Отрывки из писаний исламских философов». Пытался научным способом объяснить природные и социальные явления, найти причины их происхождения и развития. В вопросах мироздания придерживался материалистических взглядов, считал, что всё в природе (в том числе и созданное человеком) состоит из четырёх материй. Первая дала начало миру, вторая — звёздам и другим небесным телам, третья — четырём элементам, из которых состоят животные, растения и всё существующее на земле, а четвёртая — «материалам ремесленников» (дерево, железо и т. д.). Процесс получения новых составов при смешании четырёх элементов считал не «сверьестественным явлением», как некоторые его современники, а «тонкостью природы». Выражал идеи сохранения вещества, писав, что «вещество не может быть уничтожено, оно только меняет свой вид, форму и характер». Причиной существования времени и движения считал вращение неба вокруг земли, а следствием — рождение и смерть. Науки делил на три области:
1. богословские, которых можно постичь только разумом и верой, ибо предмет их нематериальный
2. естественные, которых можно постичь с помощью пяти чувств
3. математика, которой можно постичь частично разумом и частично органами чувств.

Центральное место в его философских взглядах занимала осознание роли человека в космосе. Считал, что душа человека не имеет каких-то врождённых моральных качеств, сравнивал её с непашенным полем, на котором «что посеешь, то и пожнёшь». Человеческий разум образно представлял в виде судьи, который на основе принятого от органов чувств информации делает выводы и принимает решения.

Стремился к познанию мира образным мышлением и придавал важность художественному представлению действительности (например, когда писал «Бог создал все ощущаемые и телесные вещи из земли, одел их в зелень через посредство воды, сообщил им движение через воздух, придал им видимость и цвет посредством огня.» или «Весь этот мир вливается в наш разум через наши органы чувств, как через городские ворота.»). Особую ценность для изучения армяно-мусульманских философских взаимосвязей представляет его «Отрывки из писаний исламских философов». По всей видимости, это первый труд Ерзнкаци, написанный примерно в 1260 году. Представляет собой краткую редакцию «Посланий „Братьев чистоты“» и является первым переводом этих трудов арабских философов на другой язык и, в сущности, их христианизированной версией. Доктрина «Братьев чистоты» оказала большое влияние на сформирование мировоззрения Ерзнкаци. В труде не упоминаются какие-то конкретные имена, Ерзнкаци называет их просто «мудрецами иноверцов». Текст относительно небольшой (ок. 5000 слов). Долгое время ошибочно считался оригинальным произведением Ерзнкаци.

#### Естествознание
Изучал медицину и фармацевтику, в своих трудах писал о внутренних органах, мускулах, органах чувств, кровообращении, структурах тела и мозга. В основном разделял взгляды Гиппократа и Галена. Подчёркивал тесную связь душевного и физического состояний человека, изменения душевного состояния объяснял происходящими в организме процессами. Считал, что наука должна сначала изучать человеческое тело, и только потом — его духовный мир. Передаёт важные сведения о проводимых в армянских лечебницах вскрытиях.
«Опытный и мудрый врач, получив в своё распоряжение преступника, приговорённого к смерти, убивает его злой смертью, пока не изучит состояния органов, нервов и [кровеносных] сосудов. Ценою страданий, причинённых одному человеку, он приносит пользу многим»
Продолжая традиции Ширакаци, пытался найти естественные причины физических феноменов. В 1284 году в Тифлисе написал труд «О движении небес» (арм. «Յաղագս երկնային շարժմանն»), в котором изучена структура космоса, объясняется движение планет и звёзд (вокруг Земли) и некоторые природные явления, содержатся ряд сведений об Арктике, о длящихся там полгода днях и ночах, которые автор объясняет переходом солнца из одной полусферы в другую. Пытается доказать, что луна имеет свой собственный свет, приводя в качестве аргумента в том числе и этимологию названия на армянском. Продолжая традицию научных поэм, начатую Нерсесом Шнорали, Ованес по просьбе князя Аплоца положил этот труд на стихи, озаглавив его «Поэма о небесных украшениях» (арм. «Բան յաղագս երկնային զարդուց»). Его перу принадлежит также труд «О причинах землетрясений» (арм. «Յաղագս պատճառի շարժման երկրի»).
В целом можно сказать, что Ерзнкаци боготворил науку и любовь к ней, говоря, например, что «любовь к знаниям является оружием выживания и источником нравственной чистоты» или «не восхищаясь переменами луны или разноцветностью радуги, невозможно изучить природу этих явлений». Считая значение и роль науки наднациональными и внерелигиозными, он призывал изучать труды иностранных и иноверных учёных.

## Цитаты
- «И что же тогда искусство, если не познание мира мудростью и образным представлением, своевременно и надлежашим образом?»
- «Первая мудрость человека — познать самого себя.»

## Основная литература
- Ованес Ерзнкаци Плуз = Հովհաննես Երզնկացի Պլուզ // АСЭ. — Ереван, 1980. — Т. 6. — С. 559—560.
- Ованес Ерзнкаци Плуз = Հովհաննես Երզնկացի Պլուզ // Энциклопедия «Христианская Армения». — Ереван, 2002. — С. 619—624. Архивировано 1 октября 2015 года.
- Срапян А. Н. Плуз и Цорцореци Ованесы Ерзнкаци = Պլուզ և Ծործորեցի Հովհաննես Երզնկացիներ // Бюллетень общественных наук АН АрмССР. — Ереван, 1957. — № 5. — С. 117—124.
- Тагмизян Н. К. Ованес Плуз Ерзнкаци—теоретик средневековой армянской музыки = Հովհաննես Պլուզ Երզնկացին հայ միջնադարյան երաժշտության տեսաբան // Историко-филологический журнал АН АрмССР. — Ереван, 1983. — № 2—3. — С. 124—137.
- Yovhannes Erznkaci Bluz // Christian-Muslim Relations. A Bibliographical History. Volume 4 (1200-1350). — BRILL, 2012. — С. 572—578. — ISBN 9004228543.
- Петросян Г. Б. К вопросу о естественнонаучных трудах, приписываемых Ованесу Ерзынкаци-Плузу = Հովհաննես Երզնկացի-Պլուզին վերագրվող բնագիտական աշխատությունների հարցի շուրջ // Историко-филологический журнал АН АрмССР. — Ереван, 1985. — № 3. — С. 211—215.
- Срапян А. Н. Эстетические взгляды Ованнеса Ерзнкаци = Հովհաննես Երզնկացու գեղագիտական հայացքները // Историко-филологический журнал АН АрмССР. — Ереван, 1985. — № 3. — С. 96—107.
- Григорян Г. О. Гносеологические взгляды Ованнеса Ерзнкаци = Հովհաննես Երզնկացու իմացաբանական հայացքները // Бюллетень общественных наук АН АрмССР. — Ереван, 1961. — № 4. — С. 47—60.
- Чалоян В. К. Естественно-научные воззрения Иоанна Ерзынкаци (XIIIв.) = Հովհաննես Երզնկացու-Պլուզի բնագիտական հայացքները // История естествознания и техники в Армении. — Ереван, 1960. — № 1. — С. 40—49.
- Мирумян К. А. Социально-политические воззрения Ованеса Ерзынкаци // Вестник Российско-армянского университета. — Ереван, 2006. — № 3. — С. 80—94.
- Абраамян А. Г., Петросян Г. Б. Нововыявленная рукопись труда Иоанна Ерзынкаци «О движении неба» = Հովհաննես Երզնկացու «Յաղագս երկնային շարժմանն» աշխատության նորահայտ ձեռագիրը // История естествознания и техники в Армении. — Ереван, 1987. — № 8. — С. 52—80.
- М. Х. Абегян. Философы и Ованес Ерзнкаци или Плуз // Труды. — Ереван: Изд-во АН АрмССР, 1970. — Т. 4. — С. 342—356.